# Số học sơ cấp

Các ký hiệu số học sơ cấp cơ bản.

Số học sơ cấp là phần đơn giản của số học bao gồm các phép toán cộng, trừ, nhân và chia. Không nên nhầm lẫn với hàm số cơ bản.
Số học cơ bản bắt đầu bằng số tự nhiên và ký hiệu minh họa (chữ số) đại diện cho chúng. Quá trình kết hợp một cặp số này với bốn thao tác cơ bản theo truyền thống dựa trên kết quả trong trí nhớ cho các giá trị nhỏ của số, bao gồm nội dung của bảng nhân để hỗ trợ nhân và chia.
Số học cơ bản cũng bao gồm các phân số và số âm, có thể được biểu diễn trên một trục số.

## Các chữ số
Chữ số là toàn bộ các ký hiệu được sử dụng để thể hiện các số. Trong một hệ đếm cụ thể, một chữ số đại diện cho một số lượng khác với bất kỳ chữ số nào khác, mặc dù các ký hiệu trong cùng một hệ thống chữ số có thể khác nhau giữa các nền văn hóa.
Trong cách sử dụng hiện đại, các chữ số Ả Rập là tập hợp các ký hiệu phổ biến nhất và hình thức được sử dụng thường xuyên nhất của các chữ số này là kiểu phương Tây. Mỗi chữ số, nếu được sử dụng như một số độc lập, khớp với các số lượng tương ứng:
| Số | Đọc là | Ý nghĩa |
| -- | ------ | --- |
| 0  | Không  | Sử dụng khi không có vật để đếm được. Ví dụ, thay vì nói "Ở đây không có que tính nào", ta có thể nói "số que tính ở đây là 0". |
| 1  | Một    | Áp dụng cho một vật đơn lẻ. Ví dụ, đây là 1 que tính: I                                                                         |
| 2  | Hai    | Áp dụng cho một cặp hai vật. Đây là 2 que tính: I I                                                                             |
| 3  | Ba     | Áp dụng cho ba vật. Đây là 3 que tính: I I I                                                                                    |
| 4  | Bốn    | Áp dụng cho bốn vật. Đây là 4 que tính: I I I I                                                                                 |
| 5  | Năm    | Áp dụng cho năm vật. Đây là 5 que tính: I I I I I                                                                               |
| 6  | Sáu    | Áp dụng cho sáu vật. Đây là 6 que tính: I I I I I I                                                                             |
| 7  | Bảy    | Áp dụng cho bảy vật. Đây là 7 que tính: I I I I I I I                                                                           |
| 8  | Tám    | Áp dụng cho tám vật. Đây là 8 que tính: I I I I I I I I                                                                         |
| 9  | Chín   | Áp dụng cho chín vật. Đây là 9 que tính: I I I I I I                                                                            |

Bất kỳ hệ thống chữ số nào cũng xác định giá trị của tất cả các số có nhiều hơn một chữ số, thường là bằng cách thêm giá trị cho các chữ số liền kề. Hệ thống chữ số Ả Rập của Ấn Độ giáo bao gồm ký hiệu vị trí để xác định giá trị cho bất kỳ chữ số nào. Trong loại hệ thống này, việc tăng giá trị cho một chữ số bổ sung bao gồm một hoặc nhiều phép nhân với giá trị cơ số và kết quả được thêm vào giá trị của một chữ số liền kề. Với các chữ số Ả Rập, giá trị cơ số mười tạo ra giá trị hai mươi mốt (bằng 2×10 + 1) cho chữ số "21". Phép nhân bổ sung với giá trị cơ số xảy ra cho mỗi chữ số bổ sung, do đó, chữ số "201" đại diện cho giá trị hai trăm lẻ một (bằng 2×10×10 + 0×10 + 1).
Cấp độ nghiên cứu số học cơ bản thường bao gồm việc hiểu giá trị của các số nguyên riêng lẻ sử dụng các chữ số Ả Rập có tối đa bảy chữ số và thực hiện bốn thao tác cơ bản sử dụng các chữ số Ả Rập với tối đa bốn chữ số.

## Phép cộng
| + | 0 | 1  | 2  | 3  | 4  | 5  | 6  | 7  | 8  | 9  |
| - | - | -- | -- | -- | -- | -- | -- | -- | -- | -- |
| 0 | 0 | 1  | 2  | 3  | 4  | 5  | 6  | 7  | 8  | 9  |
| 1 | 1 | 2  | 3  | 4  | 5  | 6  | 7  | 8  | 9  | 10 |
| 2 | 2 | 3  | 4  | 5  | 6  | 7  | 8  | 9  | 10 | 11 |
| 3 | 3 | 4  | 5  | 6  | 7  | 8  | 9  | 10 | 11 | 12 |
| 4 | 4 | 5  | 6  | 7  | 8  | 9  | 10 | 11 | 12 | 13 |
| 5 | 5 | 6  | 7  | 8  | 9  | 10 | 11 | 12 | 13 | 14 |
| 6 | 6 | 7  | 8  | 9  | 10 | 11 | 12 | 13 | 14 | 15 |
| 7 | 7 | 8  | 9  | 10 | 11 | 12 | 13 | 14 | 15 | 16 |
| 8 | 8 | 9  | 10 | 11 | 12 | 13 | 14 | 15 | 16 | 17 |
| 9 | 9 | 10 | 11 | 12 | 13 | 14 | 15 | 16 | 17 | 18 |

Khi hai số được cộng lại với nhau, kết quả được gọi là tổng số. Hai số được thêm vào với nhau được gọi là số hạng.

### Thuật toán cộng
Để đơn giản, ta chỉ xem xét các số có ba chữ số trở xuống. Để thêm một cặp số (được viết bằng chữ số Ả Rập), hãy viết số thứ hai dưới số thứ nhất, sao cho các chữ số xếp thành hàng trong cột: cột ngoài cùng bên phải sẽ chứa chữ số của số thứ hai dưới chữ số thứ nhất của chữ số số đầu tiên. Cột ngoài cùng bên phải là cột. Cột ngay bên trái của nó là cột hàng chục. Cột hàng chục sẽ có hàng chục chữ số của số thứ hai (nếu có một) dưới hàng chục chữ số của số thứ nhất (nếu có một số). Cột ngay bên trái cột hàng chục là cột hàng trăm. Hàng trăm cột sẽ xếp hàng trăm chữ số của số thứ hai (nếu có một) dưới hàng trăm chữ số của số thứ nhất (nếu có một).
Sau khi số thứ hai được ghi dưới số thứ nhất để các chữ số thẳng hàng trong các cột tương ứng của chúng, hãy gạch một dòng dưới số thứ hai (dưới cùng). Bắt đầu với cột-cột: cột những cột nên chứa một cặp chữ số: chữ số một của số thứ nhất và bên dưới nó là chữ số của số thứ hai. Tìm tổng của hai chữ số này: viết tổng này dưới dòng và trong cột. Nếu tổng có hai chữ số, thì chỉ ghi lại chữ số cuối của tổng. Viết "số nhớ" phía trên chữ số trên cùng của cột tiếp theo: trong trường hợp này cột tiếp theo là cột hàng chục, vì vậy hãy viết số 1 phía trên chữ số hàng chục của số đầu tiên.
Nếu cả số thứ nhất và số thứ hai chỉ có một chữ số thì tổng của chúng được đưa ra trong bảng cộng và thuật toán cộng là không cần thiết.
Rồi đến cột hàng chục. Cột hàng chục có thể chứa hai chữ số: chữ số hàng chục của số thứ nhất và hàng chục chữ số của số thứ hai. Nếu một trong các số có một chữ số bị thiếu hàng chục thì chữ số hàng chục cho số này có thể được coi là một 0. Thêm hàng chục chữ số của hai số. Sau đó, nếu có một chữ số mang, hãy thêm nó vào tổng này. Nếu tổng bằng 18 thì thêm chữ số mang vào sẽ mang lại 19. Nếu tổng của hàng chục chữ số (cộng với chữ số mang, nếu có một) nhỏ hơn mười thì hãy viết nó vào cột hàng chục dưới dòng. Nếu tổng có hai chữ số thì hãy viết chữ số cuối cùng của nó vào cột hàng chục dưới dòng và mang chữ số đầu tiên (phải là 1) sang cột tiếp theo: trong trường hợp này là cột hàng trăm.
Nếu không có hai số nào có hàng trăm chữ số thì nếu không có chữ số mang thì thuật toán cộng đã kết thúc. Nếu có một chữ số mang (được chuyển từ cột hàng chục) thì hãy viết nó vào cột hàng trăm dưới dòng và thuật toán kết thúc. Khi thuật toán kết thúc, số dưới dòng là tổng của hai số.
Nếu ít nhất một trong các số có một chữ số hàng trăm thì nếu một trong các số đó bị thiếu hàng trăm chữ số thì hãy viết một chữ số 0 vào vị trí của nó. Thêm hai trăm chữ số và vào tổng của chúng thêm chữ số mang nếu có. Sau đó viết tổng của hàng trăm cột dưới dòng, cũng trong cột hàng trăm. Nếu tổng có hai chữ số thì ghi lại chữ số cuối của tổng vào cột hàng trăm và viết chữ số mang sang bên trái: trên cột hàng nghìn.

## Phép nhân
| × | 0 | 1 | 2  | 3  | 4  | 5  | 6  | 7  | 8  | 9  |
| - | - | - | -- | -- | -- | -- | -- | -- | -- | -- |
| 0 | 0 | 0 | 0  | 0  | 0  | 0  | 0  | 0  | 0  | 0  |
| 1 | 0 | 1 | 2  | 3  | 4  | 5  | 6  | 7  | 8  | 9  |
| 2 | 0 | 2 | 4  | 6  | 8  | 10 | 12 | 14 | 16 | 18 |
| 3 | 0 | 3 | 6  | 9  | 12 | 15 | 18 | 21 | 24 | 27 |
| 4 | 0 | 4 | 8  | 12 | 16 | 20 | 24 | 28 | 32 | 36 |
| 5 | 0 | 5 | 10 | 15 | 20 | 25 | 30 | 35 | 40 | 45 |
| 6 | 0 | 6 | 12 | 18 | 24 | 30 | 36 | 42 | 48 | 54 |
| 7 | 0 | 7 | 14 | 21 | 28 | 35 | 42 | 49 | 56 | 63 |
| 8 | 0 | 8 | 16 | 24 | 32 | 40 | 48 | 56 | 64 | 72 |
| 9 | 0 | 9 | 18 | 27 | 36 | 45 | 54 | 63 | 72 | 81 |

Khi hai số được nhân với nhau, kết quả được gọi là tích. Hai số được nhân vào với nhau được gọi là thừa số.